# Too Old to Rock 'n' Roll: Too Young to Die!
Too Old to Rock 'n' Roll: Too Young to Die! är ett musikalbum av Jethro Tull lanserat i april 1976 (maj i USA). Albumet är ett tydligt konceptalbum som följer en avdankad gammal rockstjärna från 1950-talet som efter att ha överlevt en självmordsmotiverad motorcykelkrasch hamnar på sjukhus och därefter får se sin stil bli populär igen, och att han åter blir en idol. John Glascock var ny basist från det är albumet och framåt. Albumets omslag innehöll en serie baserad på albumets handling.

## Låtlista
Sida 1
1. "Quizz Kid" – 5:09
2. "Crazed Institution" – 4:48
3. "Salamander" – 2:51
4. "Taxi Grab" – 3:54
5. "From A Dead Beat To An Old Greaser" – 4:09

Sida 2
1. "Bad-Eyed 'N' Loveless" – 2:12
2. "Big Dipper" – 3:35
3. "Too Old to Rock And Roll, Too Young to Die" – 5:44
4. "Pied Piper" – 4:32
5. "The Chequered Flag (Dead or Alive)" – 5:32

- Alla låtar komponerade av Ian Anderson.

## Medverkande
Jethro Tull
- Ian Anderson – sång, akustisk gitarr, flöjt, munspel, elektrisk gitarr, percussion
- Martin Barre – elektrisk gitarr
- John Evan – piano, keyboard
- John Glascock – bakgrundssång, basgitarr
- Barriemore Barlow – trummor, percussion

Bidragande musiker
- David Palmer – saxofon, piano
- Maddy Prior – bakgrundssång
- Angela Allen – bakgrundssång
- David Palmer – arrangement, dirigent

Produktion
- Ian Anderson – musikproducent
- Robin Black – ljudtekniker
- Michael Farrell – omslagsdesign, illustrationer
- David Gibbons – design, illustrations

## Listplaceringar
| Lista (1976)   | Position           |
| -------------- | ------------------ |
| Danmark        | 10 (DR "Top 20")   |
| Finland        | 26                 |
| Kanada         | 46                 |
| Norge          | 10 (VG-lista)      |
| Nya Zeeland    | 28                 |
| Storbritannien | 25                 |
| Sverige        | 27 (Topplistan)    |
| USA            | 14 (Billboard 200) |
| Västtyskland   | 26                 |
| Österrike      | 10                 |